# Manfreda longiflora
Manfreda longiflora är en sparrisväxtart som först beskrevs av Joseph Nelson Rose, och fick sitt nu gällande namn av Verh.-will. Manfreda longiflora ingår i släktet Manfreda och familjen sparrisväxter. Inga underarter finns listade i Catalogue of Life.